# 張程
張程（1537年—？），字以孚，號匡庐，江西吉安府安福縣人，民籍，明朝政治人物。

## 生平
江西鄉試第四十一名舉人。隆慶五年（1571年）中式辛未科會試第九名，三甲第二十九名進士。考选庶吉士，万历三年（1575年）六月授礼部主事，六年降为两浙运判，升汀州府通判，七年改延平府通判，八年升南兵部主事，十一年升太仓州同知，升應天府推官，十二年升工部主事，升员外郎，十五年降调安庆府推官，十七年升刑部主事，十二月遷尚宝司司丞，十九年升尚寶司少卿，不久冠带闲住。

## 家族
曾祖張敷華，資德大夫治上卿都察院左都御史 贈太子少保 諡簡肅；祖父張偉，封監察御史；父張鰲山，提學御史。母周氏（封太孺人）；前母歐陽氏（封孺人）。慈侍下。兄张祉（监生）、张秩（翰林院检讨）。